# Noyen-sur-Sarthe
Noyen-sur-Sarthe is een gemeente in het Franse departement Sarthe (regio Pays de la Loire). De plaats maakt deel uit van het arrondissement La Flèche. Noyen-sur-Sarthe telde op 1 januari 2022 2.585 inwoners.

## Geografie
De oppervlakte van Noyen-sur-Sarthe bedroeg op 1 januari 2022 43,58 vierkante kilometer; de bevolkingsdichtheid was toen 59,3 inwoners per km².

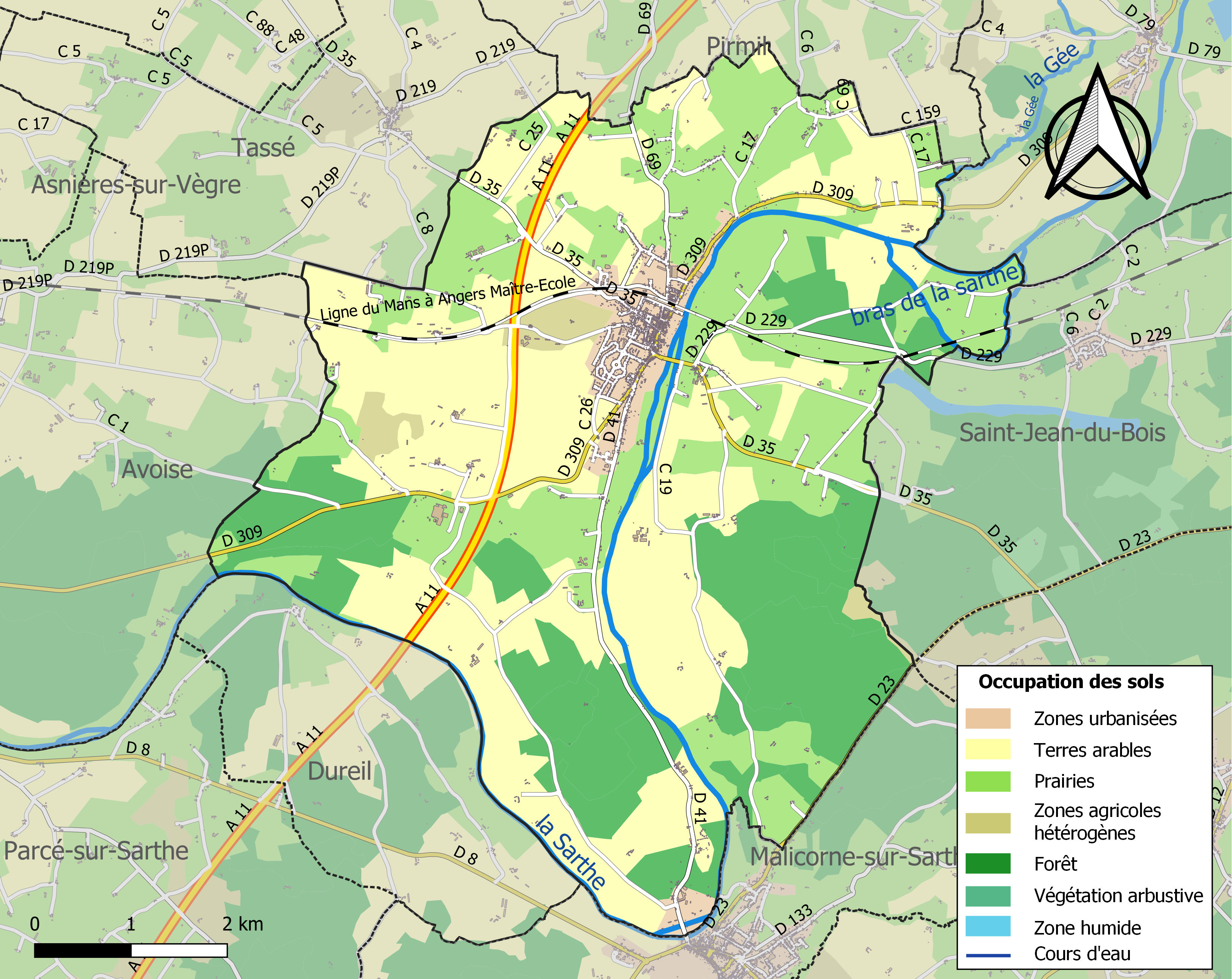
Kaart van de gemeente met de belangrijkste infrastructuur, bodemgebruik en omliggende gemeenten

## Demografie
Onderstaande figuur toont het verloop van het inwonertal (bron: INSEE-tellingen).